# Filippo Spinelli

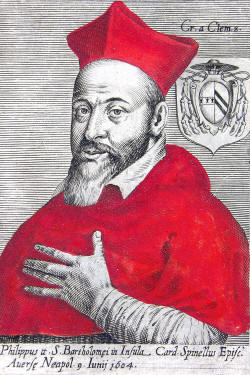
Kardinal Filippo Spinelli

Filippo Spinelli (* 1566 in Neapel; † 25. Mai 1616 in Neapel) war apostolischer Nuntius am Hof Kaiser Rudolf II. in Prag und danach Kardinal der Römischen Kirche.

## Leben
Er stammte aus der Familie der Herzöge von Seminara und der Fürsten von Cariati. Er trat in den geistlichen Stand ein. Spinelli wurde 1592 zunächst Koadjutor in Policastro und danach Titularerzbischof von Kolossai. Er suchte die Beschlüsse des Konzils von Trient in die Praxis umzusetzen. Vor diesem Hintergrund setzte er sich auch für die Einrichtung eines Priesterseminars ein.
Von Clemens VIII. wurde er 1598 als Nuntius an den Hof Rudolf II. entsandt. Spinelli kam 1599 in Prag an und blieb dort bis 1603. Er unterstützte den Erzbischof von Prag Zbynko Berka von Duba und Leipa, der ebenfalls bestrebt war, die Konzilsbeschlüsse umzusetzen. Er spielte auch eine Rolle bei der Wahl von Franz Seraph von Dietrichstein zum Bischof von Olmütz. Vom Kaiser erwirkte er Mandate gegen die noch bestehenden Gemeinden der Hussiten und der Böhmischen Brüder. Ebenso drängte er darauf, die protestantischen Prediger auszuweisen. Es gelang ihm, den Kaiser dazu zu bewegen, radikale Vertreter des Katholizismus wie Georg Popel von Lobkowicz oder den Konvertiten Karl von Liechtenstein in hohe böhmische Landesämter zu berufen.
Er war es auch, der den kinderlosen Rudolf drängte, seine Nachfolge zu regeln. Dies nahm der Kaiser ihm übel und wollte Spinelli nicht mehr empfangen. Er nahm 1603 am Reichstag in Regensburg teil. Spinelli bat den Papst um seine Ablösung. Dieser rief ihn nach Italien zurück und übertrug ihm die Diözese Policastro. Im Jahr 1604 wurde er zum Prolegaten von Ferrara ernannt. Im selben Jahr wurde er Kardinalpriester von San Bartolomeo all’Isola und 1605 Bischof von Aversa.
Er ist in der Kirche der Jesuiten in Neapel bestattet. Ein Denkmal erinnert an ihn auch in der Dominikanerkirche.